# Богородицкое (Воронежская область)
Богородицкое — поселок в Панинском районе Воронежской области России. Входит в состав Дмитриевского сельского поселения.

## География
Посёлок расположен на берегах реки Правая Хава, в южной части поселения. 

### Улицы
- ул. Набережная

## История
Основан в середине XVIII века. В 1859 году имел 20 дворов и 315 жителей. В 1900 году здесь было 50 дворов с населением 379 человек, одно общественное здание. В 2007 году население посёлка составляло 63 человека.

## Население
| 1859 | 2000 | 2005 | 2010 |
| ---- | ---- | ---- | ---- |
| 315  | ↘68  | ↗72  | ↘35  |